# Cámara Uruguaya del Libro
Cámara Uruguaya del Libro (en català: Cambra Uruguaiana de el Llibre) és una organització de llibreters, distribuïdors i editors per a la promoció del llibre i la lectura uruguaiana. Està ubicada al carrer Colón 1476 de Montevideo.
Fundada el 1944, està afiliada a la Unió Internacional d'Editors i al Grup Interamericà d'Editors. El 1978 va organitzar la Primera Fira Internacional del Llibre d'Uruguai. Des de llavors organitza anualment altres fires del llibre a Uruguai. Les més importants són la Fira Internacional del Llibre de Montevideo i la Fira del llibre Infantil i Juvenil. També organitza fires a Rivera, Durazno i San José, entre d'altres departaments. Esta formada per vuitanta empreses associades, agrupades en tres sectors: llibreters, editors i distribuïdors. El seu actual director és Álvaro Risso.
Anualment lliura tres guardons de literatura uruguaiana: el Premi Bartolomé Hidalgo, el Premi Llibre d'Or i el Premi Legió del Llibre d'Uruguai. El premi Bartolomé Hidalgo es lliura durant el transcurs de la Fira Internacional de Llibre en diverses categories: revelació; testimonis, memòries i biografies; assaig sobre història d'Uruguai; investigació i difusió científica; narrativa, poesia, literatura infantil juvenil; àlbum infantil i a la trajectòria. El premi Llibre d'Or està dedicat als llibres més venuts l'any anterior, en set categories. El premi Esforç Editorial a l'empresa o emprenedoria editorial de l'any. El premi Legió del Llibre es lliura a persones o institucions que col·laboren amb el desenvolupament i la divulgació del llibre i la lectura.